# ジョン・マーティン (植物学者)

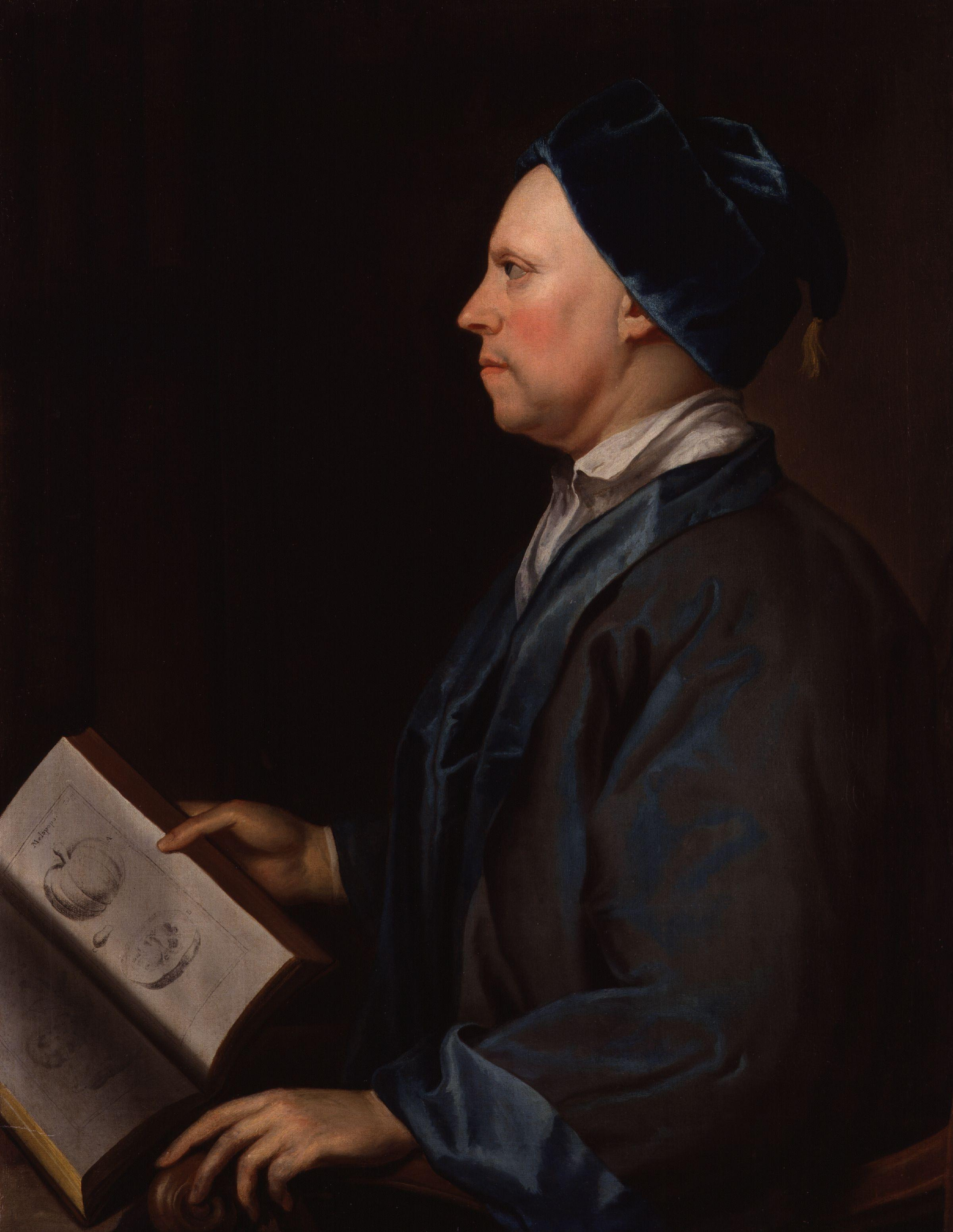
John Martyn

ジョン・マーティン（John Martyn、1699年9月12日 - 1768年1月29日）は、イギリスの植物学者である。

## 生涯
ロンドンで商人の息子に生まれた。父親の事務所で会計の仕事を16年続けたが1718年の夏に医師のパトリック・ブレア（Patrick Blair）と薬剤師のジョン・ウィルマー（John Wilmer）と知り合うことで植物学への興味をもった。ブレアはウィリアム・シェラードとチェルシー薬草園を設立にかかわった一人で、ウィルマーは植物園の学芸員を務めていた。マーティンは1720年にフランスの植物学者、ジョゼフ・ピトン・ド・トゥルヌフォールの『パリ近郊の植物誌』（"Histoire des plantes qui naissent aux environs de Paris"）の翻訳を行った。
1721年頃、ヨハン・ヤーコプ・ディレンと親しくなり、毎土曜にワットリング通りのコーヒーハウス、レインボーに集まった植物学者たち、フィリップ・ミラー、トーマス・デールらと植物学会を設立した。マーティンはこの集まりの世話役を務めた。
1725年と1726年にロンドンで植物学の公開講座を開き、薬用植物の一覧を編集し、"Tabulae synopticae plantarum" として出版した。1727年にジョン・ディオデート（John Diodate）の推薦で王立協会の会員に選ばれ、同年、ケンブリッジ大学の植物学教授に任じられた。学生のためにアルファベット順に配列された植物目録、Methodus Plantarum circa Cantabrigiam nascentiumを製作した。
1728年から『希少植物誌』（"Historia Plantarum Rariorum"）の出版を始めた。この著作はウィリアム・ヒューストン（William Houstoun）らが北アメリカや西インド諸島で集めた植物などチェルシー薬草園で栽培されている植物を掲載した。図版はオランダ出身の画家、ヤコブ・ファン・ハイスムが描き、エドワード・カーコール（Edward Kirkall）が版画を製作した。メゾチント技法で製作され水彩で彩色された。1738年まで何度か改訂され出版された。
1732年に、リチャード・ブラドリーが没するとケンブリッジ大学の植物学の欽定教授職（Regius Professor of Botany）を継いだ。1762年までその職にあったが、講義を行ったのは2、3年間だけであった。
古代ローマの詩人、ウェルギリウスの『農耕詩』などの翻訳を行った。

## 著作
- Tournefort's 'History of Plants Growing about Paris, With their Uses in Physick; and A Mechanical Account of the Operation of Medecines. Translated into English, with many Additions. And accommodated to the Plants growing in Great-Britain. London, 1720
- Tabulae synopticae plantarum officinalium ad methodum Raianam dispositae. 1726
- Methodus Plantarum circa Cantabrigiam nascentium. 1727
- Historia Plantarum Rariorum. London: Richard Reily, 1728-1738
- Pub. Virgilii Maronis Georgicorum libri quatuor. The Georgicks of Virgil, with an English translation and notes. 1741
- Pub. Virgilii Maronis Bucolicorum Eclogae decem. The Bucolicks of Virgil with an English translation and notes. 1749
- Dissertations and critical remarks upon the Aeneids of Virgil.... London, 1770 (posthum)